# Efekt Lombarda

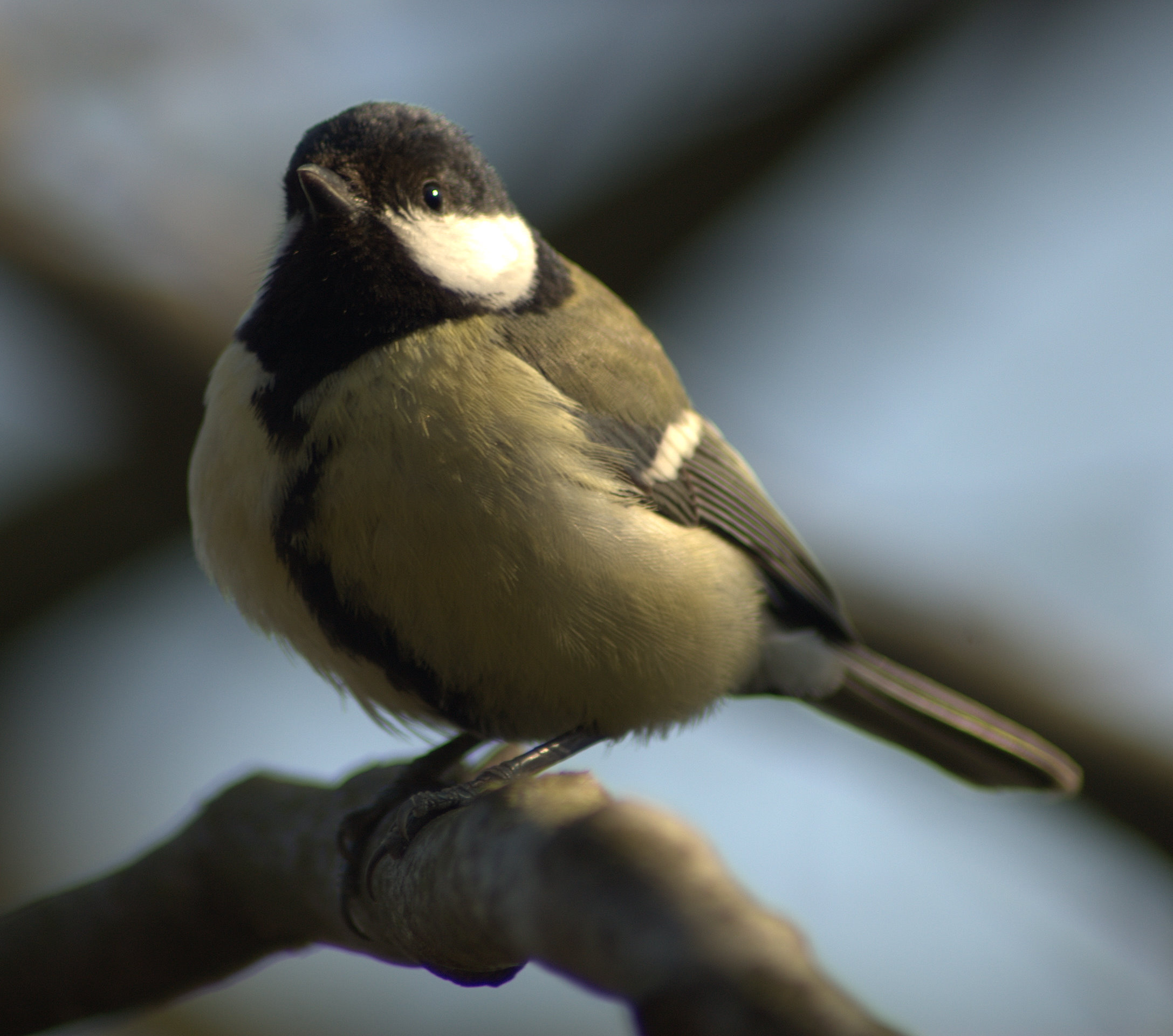
Z powodu efektu Lombarda, sikora bogatka wydaje dźwięki o wyższej częstotliwości niż normalna w terenach miejskich o podwyższonym poziomie hałasu w porównaniu z osobnikami z cichszych okolic. Ma to na celu przezwyciężenie efektu maskowania, który w przeciwnym wypadku uniemożliwiłby innym ptakom usłyszenie jej śpiewu. U ludzi efekt Lombarda powoduje nie tylko zmiany częstotliwości, lecz również natężenia i tempa wymowy sylab.

Efekt Lombarda lub refleks Lombarda – niezamierzona tendencja mówiącego do zwiększenia natężenia głosu w celu poprawienia słyszalności przy mówieniu w głośnym otoczeniu. Zmiana ta obejmuje nie tylko głośność, ale także inne cechy akustyczne takie jak tonacja oraz tempo i czas trwania sylab. Jest to efekt kompensujący, który podwyższa stosunek sygnału do szumu (SNR, ang. signal-to-noise ratio) wymawianych słów.
Efekt ten został odkryty w 1909 przez Étienne Lombarda, francuskiego otolaryngologa.

## Mowa lombardzka
Przy porównaniu mowy nagranej w towarzystwie hałasu oraz mowy nagranej w ciszy i odsłuchanej przy hałasach maskujących, ta pierwsza jest rozumiana z reguły lepiej. Różnice pomiędzy mową normalną a lombardzką zawierają:
- wzrost fonetycznej częstotliwości podstawowej,
- przesunięcie energii z pasma niskich częstotliwości w kierunku pasm częstotliwości średnich i wysokich,
- wzrost natężenia dźwięku,
- wzrost czasu trwania samogłosek,
- nachylenie spektrum (ang. spectral tilting),
- przesunięcie centralnych częstotliwości formantów F1 (przede wszystkim) i F2,
- czas trwania słów przenoszących treść w porównaniu ze słowami funkcyjnymi jest przedłużony w większym stopniu[6],
- wydatniejsze ruchy mięśni twarzy, lecz nie pomagają one w takim stopniu jak ww. zmiany[7].

Powyższe zmiany nie mogą być kontrolowane przez nakazanie osobie mówiącej, aby mówić tak jak w cichym otoczeniu, jednak może zostać to wyuczone.